# Halvdan Åstrand
Bo Halvdan Åstrand, född den 2 juni 1905 i Stockholm, död den 9 januari 1997 i Uppsala, var en svensk företagsledare.
Åstrand avlade filosofie kandidatexamen vid Stockholms högskola 1932 och filosofie licentiatexamen vid Lunds universitet 1939. Från 1930 till 1950 arbetade han på Svenska Sockerfabriks AB, där han var chef för statistiska byrån från 1936. Från 1950 till 1959 var han chef för Jordbrukets utredningsinstitut inom Sveriges Lantbruksförbund och sedan även ledamot av 1960 års jordbruksutredning. Andra uppdrag var i Nationalekonomiska Föreningen såsom vice ordförande 1955–1959 och ordförande 1960–1962, samt ordförande i Delegationen för statistikfrågor 1960–1965. Åren 1959–1970 var han  verkställande direktör för Sveriges Jordbrukskasseförbund (sedermera Sveriges föreningsbankers förbund). Han bidrog till att utveckla de löst sammanknutna jordbrukskassorna till en modern bankrörelse. Han invaldes 1950 i Lantbruksakademien. Åstrand blev 1968 agronomie hedersdoktor vid Lantbrukshögskolan (Sveriges lantbruksuniversitet). 
Åstrand var son till rektorn Gustaf Åstrand, bror till rektorn Sigurd Åstrand samt far till läkaren Britta Hegethorn. Han är gravsatt i minneslunden på Berthåga kyrkogård i Uppsala.